# Joe Bar Team
Joe Bar Team est une série de bandes dessinées humoristique créée en 1990 par Bar2, sur la base de premières planches parues dans Moto Journal à la fin des années 1980. Son originalité éditoriale est telle qu'elle est reprise par plusieurs auteurs qui se relaient en reprenant les personnages apparus entre-temps : Bar2 (tomes 1 et 5), Fane (tomes 2 à 4, 6 et 8), Pat Perna (scénario) et Henri Jenfèvre (dessin) (tome 7). Elle est actuellement éditée par les éditions Vents d'Ouest.

## L'histoire
La série raconte avec humour les aventures et les déboires d'une bande de motards qui se retrouvent au Joe Bar (d'où le titre de la série), toujours à l'affût d'une course à gagner. Suivant leur auteur, les épisodes se passent dans les années 1970 (tomes 1 et 5, sous la plume de Bar2) ou vingt ans après (tomes 2, 3, 4 et 6, de Fane). On retrouve les personnages des années 1970 (Édouard Bracame, Jean Manchzeck, Jean-Raoul Ducable, Guido Brasletti et Joe), vieillis, et leurs relations avec de nouveaux personnages dans les années 1990. Enchaînant frayeurs et freinages trop tardifs, intérieurs incontrôlés et sorties de route, contraventions et nuits à l'hôpital, chacun nie totalement qu'il a eu peur, avec la réplique pleine de mauvaise foi : « T'attaquais toi ? ». À noter que Pierrot, Jéjé et Paulo se chambrent sur le mode : « Tu pilotais ? » 
Une des caractéristiques de la série est que, si les personnages ont un physique dénué de réalisme, les motos elles respectent totalement les caractéristiques de modèles existants (le premier tome comportant même un descriptif et un historique des modèles représentés).

## Les personnages

### Motards
Chaque nom de personnage est un jeu de mots lié à la moto.
Édouard Bracame (arbre à cames)Ed' la poignée circule sur Honda CB 750 Four, puis sur une Honda CB 1000 Big One. Plus frimeur que vainqueur quand il provoque ses copains à la course, adepte du freinage tardif, il lance d'un ton posé des défis sans équivoque tels que « Je pisse sur les twins poussifs et les cylindres à trous qui puent ! ». Il est toutefois un fin guidon capable de tracer un cercle de gomme parfait avec le pneu arrière du XT de Paulo les Gaz en réponse à une provocation un peu téméraire de celui-ci. Ed est également un grand utilisateur du nitroglycériméthanol, carburant aussi puissant qu'illicite qui lui sert à gagner les courses mais qui s'avère très instable. Il joue parfois les patrons d'écurie lorsque ses camarades font des courses comme pour Jeannot dans le premier album. C'est le plus raisonnable de la bande ; il est ainsi le seul à qui l'on confie la garde d'un enfant - son neveu Junior, qui témoigne de l'influence bénéfique de son oncle lors de sa visite au Joe Bar.
Jean Manchzeck (j'emmanche sec)Joe l'arsouille circule sur Norton Commando 850, puis sur une Triumph 900 Daytona. En général, il suffit de le provoquer sur la mauvaise qualité de son pilotage pour l'inviter à « faire une bourre »… Avec son caractère impulsif, la lecture dans son journal moto favori de la dernière crise mystique du champion de formule 1 à la mode suffit à lui faire prendre la mouche. Malgré un pilotage très (trop) incisif, Il est cependant un bon pilote, car lors des interceptions par les radars policiers, il possède souvent les meilleures vitesses de pointes. C'est par contre un metteur au point catastrophique, lorsqu'il tente de régler sa moto lui-même.
Jean-Raoul Ducable (j'enroule du câble)Jeannot la case circule sur une Kawasaki 750 H2, puis sur une Suzuki GSX-R 750 W; il exerce le métier de mécanicien sur motos. De temps à autre il invente toutes sortes de nouvelles machines qu'il ne fera jamais homologuer, ce qui aura souvent pour effet d'attirer des patrouilles entières de policiers à la sortie du garage. Sur la route c'est un adepte du précepte ça passe ou ça casse, comme en témoignent ses nombreuses interpellations par les forces de l'ordre et ses fréquents séjours à l'hôpital. Sa mauvaise foi se caractérise par un excès de fierté. Se croyant trop souvent meilleur pilote que les autres, il a la fâcheuse tendance à accuser son adversaire d'être incapable de négocier un virage serré à plus de 100 km/h… une fois gravement accidenté avec ce dernier dans un fossé. Il s'essaie de temps à autre à la course de côte avec des résultats spectaculaires… facilités par quelques gouttes de nitroglycériméthanol, comme il va de soi sur une moto préparée par Ed la poignée. Il se distingue par son style spectaculaire et des départs très réussis. Il est très redoutable dans le peloton, assurant souvent une très solide défense.
Guido Brasletti (guidon-bracelet)Pépé circule sur Ducati 900 SS, puis sur une 900 SS demi-carénée. Il est le stéréotype du tombeur italien. Sur route, c'est le spécialiste des trajectoires scientifiques (calcul de la courbe idéale dans un virage, etc.) Peu mis en avant par les auteurs, il est constamment dans l'ombre. C'est le meilleur pilote de la bande, souvent irréprochable sur les trajectoires, et le plus rapide sur les parcours chronométrés en solo. Il manque cependant de combativité, et se contente généralement des dernières places. Il est le plus circonspect de la bande, ce qui se traduit par un nombre d'accidents bien moins élevés. Il lui arrive cependant de tomber souvent lorsque ses expérimentations visant à améliorer sa trajectoires déjà excellentes le mènent trop loin.
Jérémie Lapurée (j'ai remis la purée)Jéjé l'aspi débute sur un Dax Honda puis passe sur une Harley-Davidson 883 Sportster (réplique de XR-750) quelque peu vitaminée, importée des États-Unis à titre isolé et homologuée en conséquence. Passionné de machines américaines, il ne cache jamais son mépris pour les motos japonaises qui ne sont selon lui que « des tas de morceaux de plastique ». Bricoleur du dimanche, il met constamment sa moto en panne et sème généreusement sur la chaussée les pièces de son engin au gré des vibrations. D'ailleurs, il faut rappeler que l'ensemble "moteur et boîte de vitesses" de sa Harley-Davidson (beaucoup trop reluisant de chrome…) lui a déjà été plusieurs fois dérobé la nuit devant chez lui. Dans le tome 7, Jérémie change de moto, mais continue à monter sur une américaine : une Buell. Jérémie est sans doute le pilote le plus équilibré de tous sur les performances, ce qui se traduit par des arrivées régulières sur le podium.
Paul Posichon (pole position)Paulo les gaz se fait les dents sur une 51 MBK "Racing" très spéciale (« 110, compteur bagnole ? »), puis opte pour un Yamaha 600 XTE « Supermotard » une fois le permis moto en poche. Convaincu d'être un bricoleur de génie et champion du monde de moto, il tente des expériences souvent catastrophiques qui provoquent bien des dégâts, ou lui attire les foudres des policiers. Malgré cela, il reste très inventif et même très intelligent dans ses conceptions, le problèmes étant qu'elles sont souvent hors de contexte et manque de perfectionnement, ce qui rend des idées intelligents (une restructuration de l'aérodynamique des gaz d'échappements agissant en lieu de compresseur) ratées à cause d'un travail bâclé. Très adroit en question d'équilibre et de pilotage, il  arrive à compenser les faibles performances de son moteur peu puissant (et peu fiable), en témoigne un parcours urbain totalement improvisé et réussi pour accéder à au balcon de Pierre au troisième étage. Ses talents d'équilibristes sur la glisse lui permet de s'offrir les premiers rôles dans le peloton. Il partage le tableau des pannes avec Jérémie Lapurée ainsi que celui des accidents en tous genres avec la Fouine. Il possède l'attitude la plus professionnelle parmi ses camarades, réglant avec soin et succès son destrier, et s'entraîne régulièrement au trial de manière stricte, avec des résultats payants. Il est un grand admirateur de Barry S. Sheen. Il complète régulièrement une biographie détaillée.: Il possède également une voiture de type Renault 5, ainsi qu'une Sherco 125 pour son entraînement régulier au trial afin d'améliorer son équilibre) et se retire de temps à autre dans sa maison de campagne.
Paul Posichon apparait également comme une auto-représentation du dessinateur Fane, notamment dans les tomes 2 et 3 où Paul Posichon travaille en tant que dessinateur.Il apparait souvent comme le "loser" et serait une auto-dérision de la part de Fane.[réf. nécessaire] Dans le tome 7, fidèle à son goût pour le Supermotard, Paulo troque son XT contre un KTM Duke.
Pierre Leghnôme (le gnome)Pierrot la Fouine apparaît au guidon d'un scooter MBK Active 50 cm3 puis, sans transition, à celui d'une Yamaha 1200 VMax. Sa technique aléatoire (« la plus grosse pince de la planète », selon Manchzeck) au guidon d'une moto surpuissante et au freinage quasi nul lui vaut de fréquentes visites dans les fossés, lacs, et bien sûr chambres d'hôpitaux. Un accident particulièrement spectaculaire impliquant un bateau, à l'issue d'une bourre avec Jéjé et Paulo sur le port de Cannes, lui vaut depuis l'estime éternelle de son assureur. Dans le tome 7, Pierrot délaisse l'ancien modèle du V-Max pour la version 2010. Malgré ces déboires, il n'en reste pas moins un pilote aussi facilement provoquable hors de sa moto que calme et plein de maîtrise sur son engin, possède des réflexes foudroyants lors d’enchaînements rapides ou il est capable de se faufiler en conservant une bonne vitesse, et n'hésitant pas à utiliser des trajectoires larges à très hautes vitesses, ce qui garantit une sortie de virage foudroyante, ajoutée à la ré-accélération démesurée de son VMax. Cette méthode qui serait très efficaces sur circuit est en revanche très dangereuse sur route à cause de la circulation à double sens. Il est le plus serein de la jeune génération, et ne se met en colère que lorsqu'on s'en prend à son niveau de pilotage. Facilement satisfait, il est d'un naturel plutôt simple et possède un esprit analyseur et esthétique.
JoePatron du Joe Bar où se retrouvent les personnages après une arsouille. Motard à ses heures, il possède une Moto Guzzi V7 Spécial ainsi qu'une Peugeot 504 break attelée à une remorque "porte-motos". Son bar est équipé d'un jukebox dont les disques ne sont que des enregistrements de compétitions. Il assure parfois le rôle de directeur de course.

### Autres et apparitions temporaires
ChristianCri-cri est un garagiste et vendeur de motos employant Jeannot la Case, à qui les membres du Joe Bar Team commandent souvent des pièces et des accessoires pour leurs motos, aussi bien pour améliorer leurs performances que pour les remettre en état à la suite d'une bourre qui s'est terminée dans un fossé.
Le personnage de Christian est un hommage de Fane au créateur de la série, Christian Debarre.
JosieLa serveuse du Joe Bar, une brune très aguichante à qui les trois plus jeunes motards (Pierrot, Jérémie et Paulo) font la cour sans succès. On ne la voit pas souvent à moto malgré sa technique irréprochable; elle fait toutefois aux trois jeunots une démonstration aussi péremptoire que fumante de son adresse au guidon sur la Harley de Jéjé.
Georges dit GégéGendarme sur BMW R 90 S modifiée, son but est d'appréhender l'équipe. Sa moto (la J.B.T. Interceptor) se révèle plus efficace que celle d'Édouard, de Jean, de Jean-Raoul ou de Guido; ainsi, il se hisse sur le podium du Joe Bar Team et verse une larme pour sa première victoire en course. Gégé est surtout connu sous son nom de code "Lévrier noir". Ami distant du groupe, il participe de temps en temps à des "bourres" où il prend régulièrement l'avantage, grâce à son matériel et un pilotage très incisif.
PierrotMotard, client du bar de Joe depuis les années 70. Il roule en italienne; dans le tome 1, il est victime de l'élan de générosité de Jeannot la case et de Joe l'arsouille pour une simple panne d'essence. Tandis que dans le tome 5, il possède aussi un side-car aux couleurs Martini (qui se retrouvera dans le bar de Joe). Il est aussi capable de narrer les nombreux exploits du "team" aux plus jeunes après que les anciens soient à l'hôpital.
Marius SonpeneuMarseillais pure souche, qui apparaît dans le 7e tome de la série, et se lie d'amitié avec Jérémie et ses compères à l'issue d'un stage sur circuit. Il pilote une Triumph Speed Triple 1050. Surnommé "le Lapin (Lapaing)" à cause de son style très spectaculaire utilisant les hautes performances de sa moto à l'accélération et au freinage. Il est cependant de bonne foi et admet ses erreurs. Il est d'un naturel plutôt calme et un brin philosophe.

## Galerie

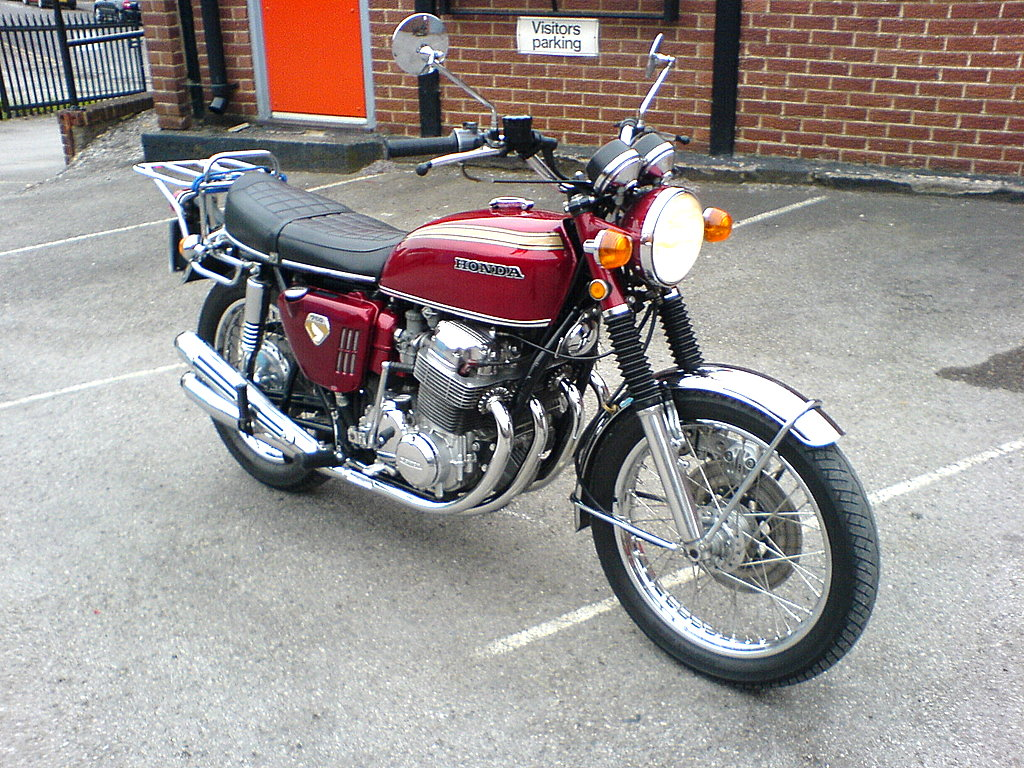
Les Honda 750 Four…
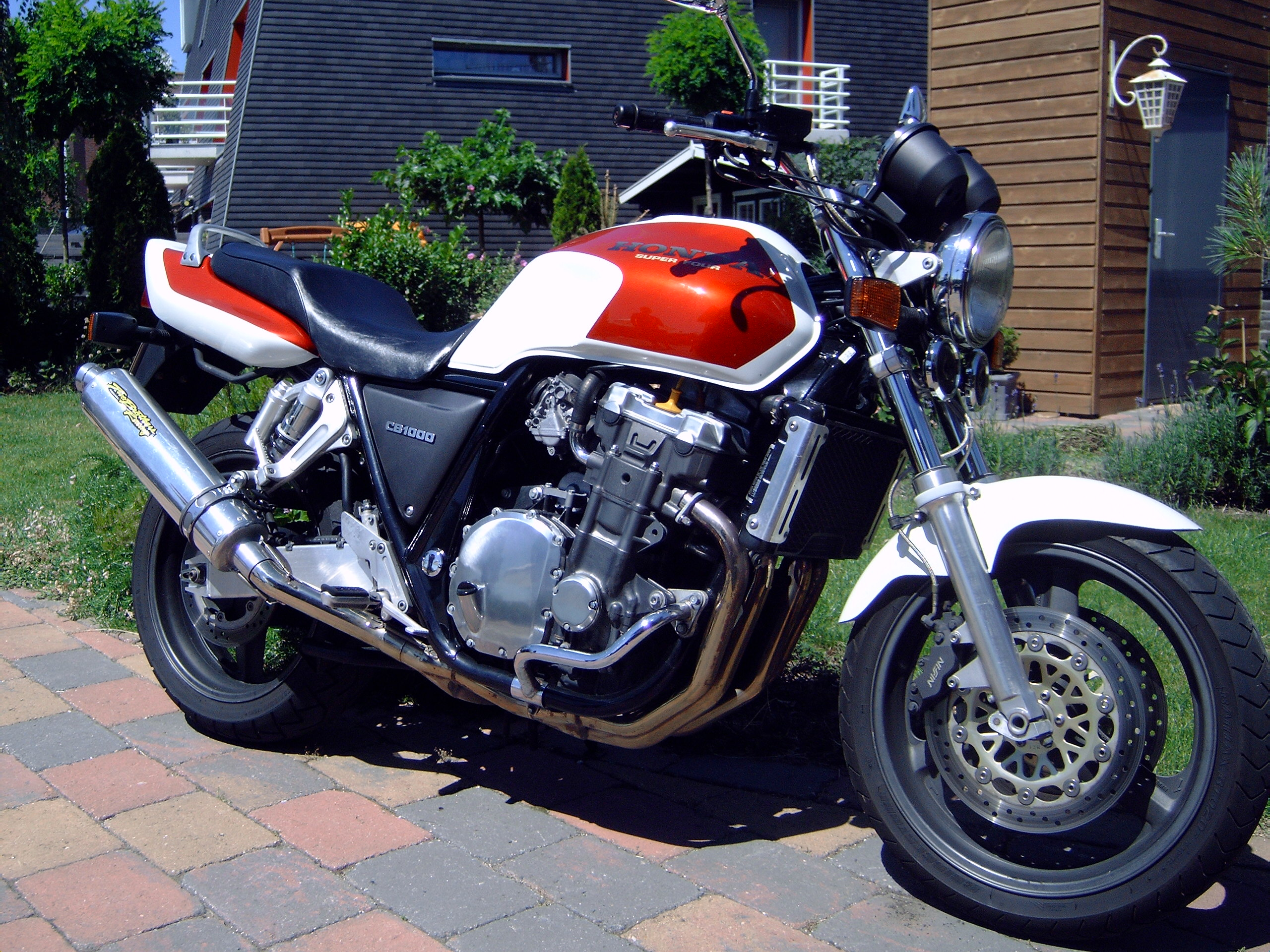
… et Big One d'Édouard
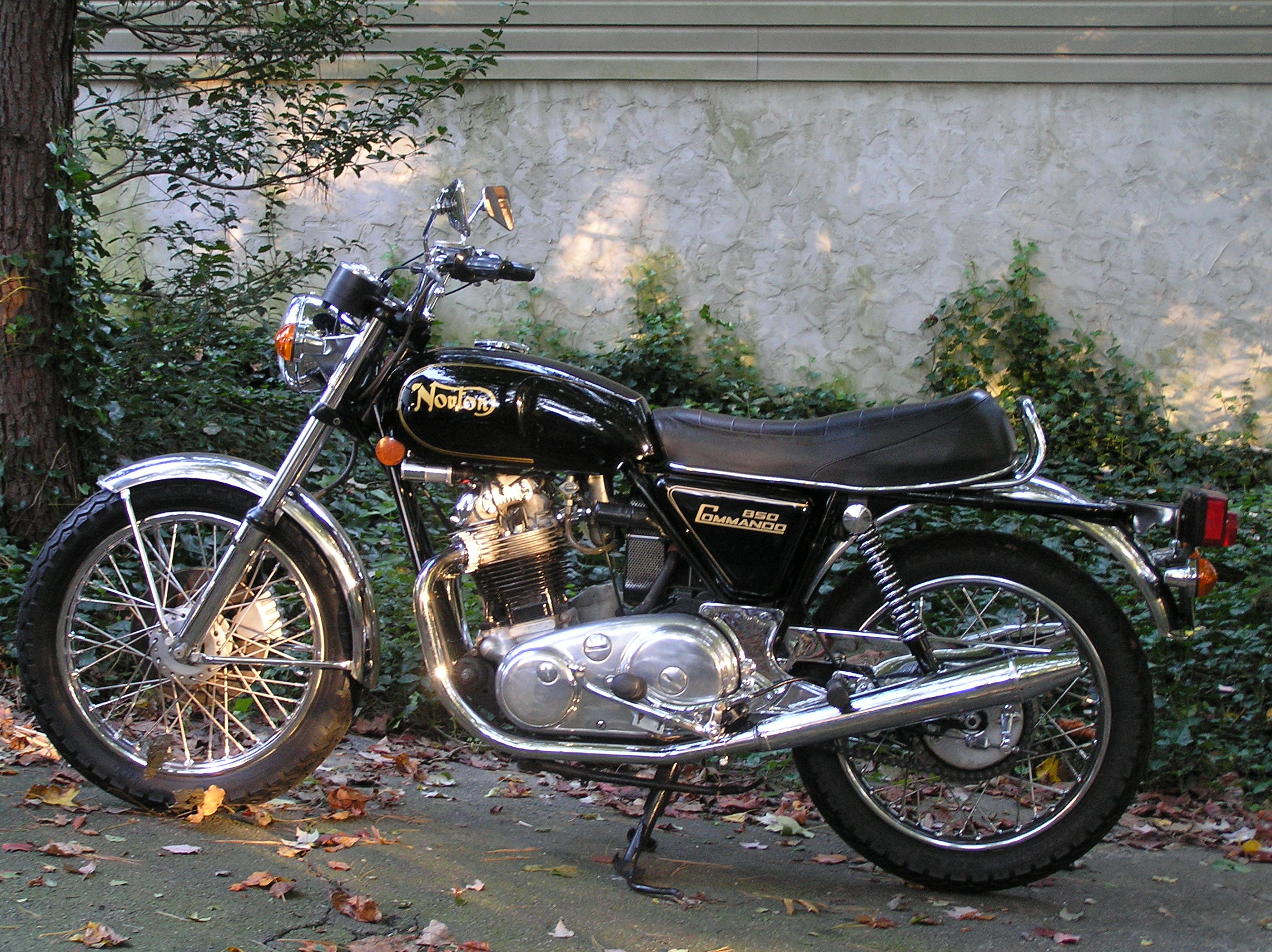
La Norton 850 Commando de Jean
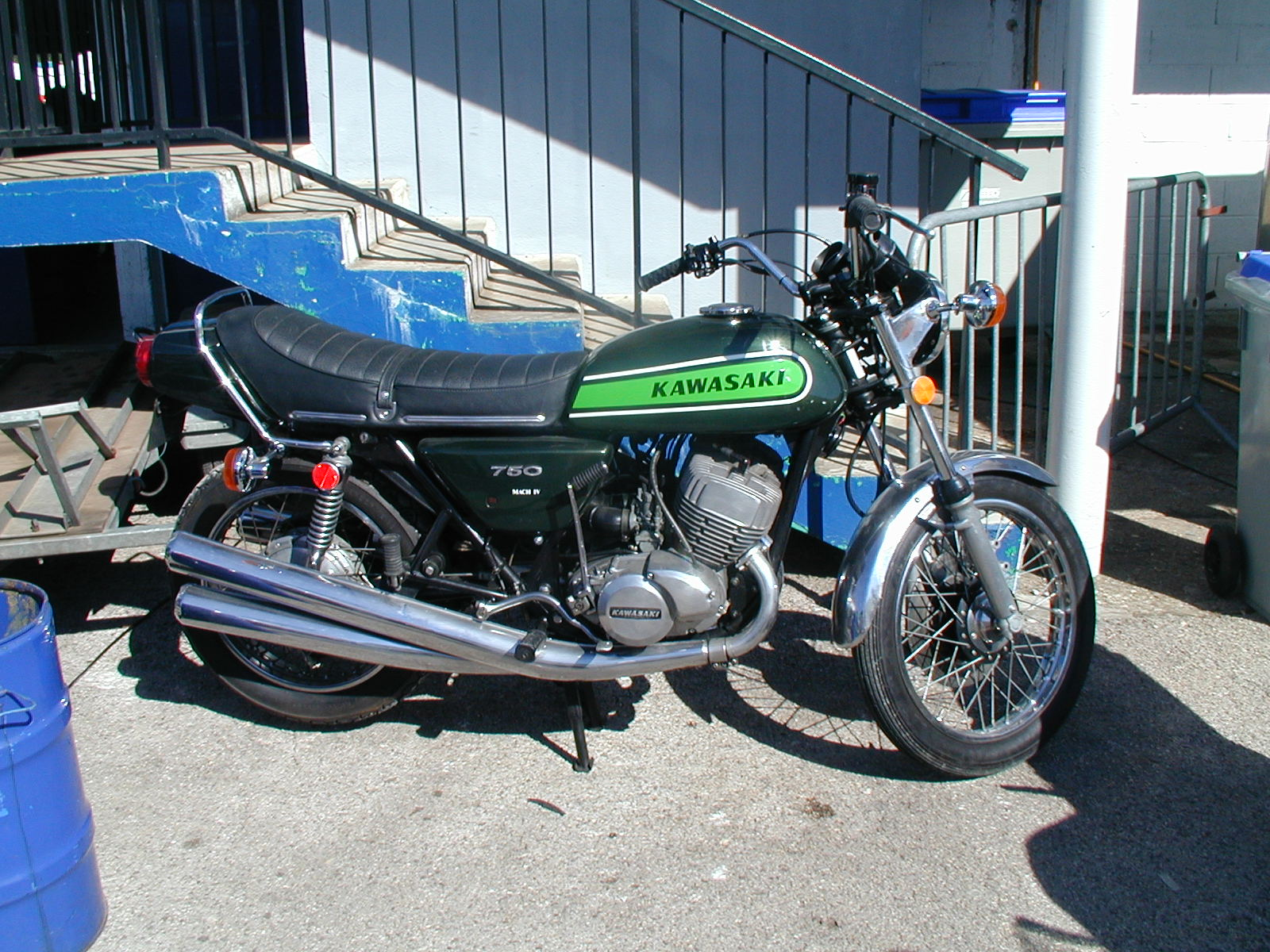
La Kawasaki H2 de Jean-Raoul
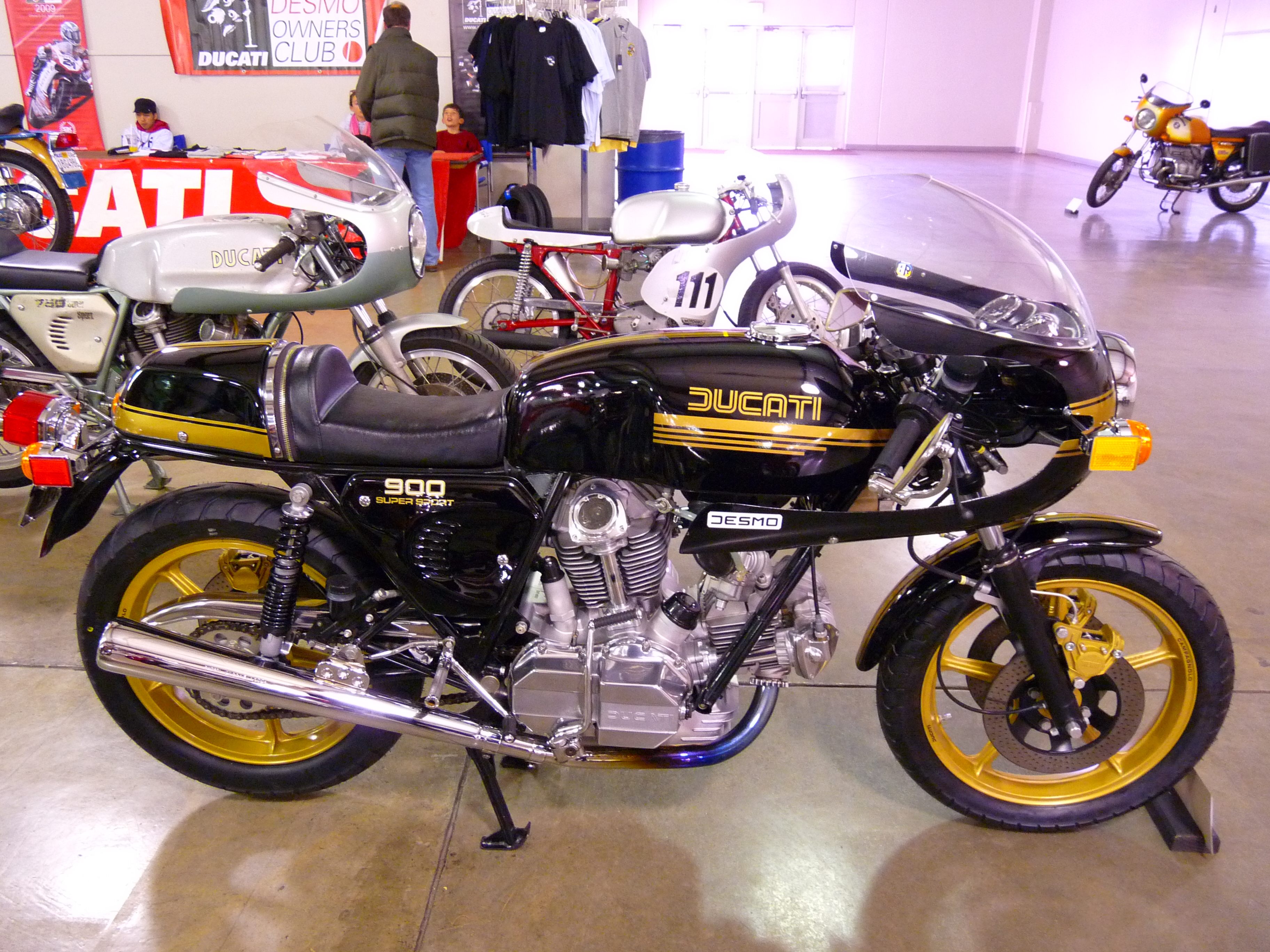
La Ducati 900 SS de Guido
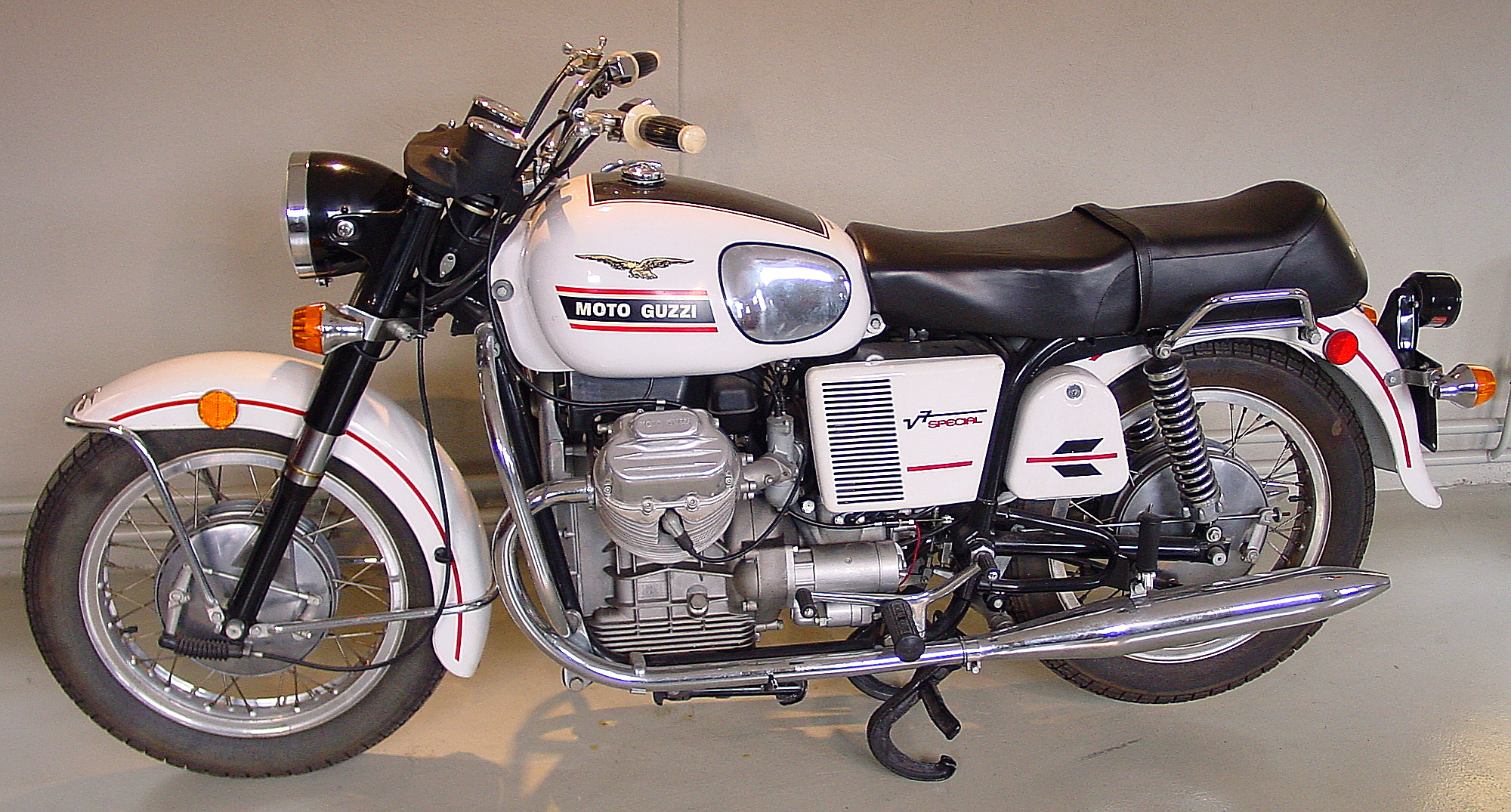
La Moto-Guzzi V7 Spécial de Joe
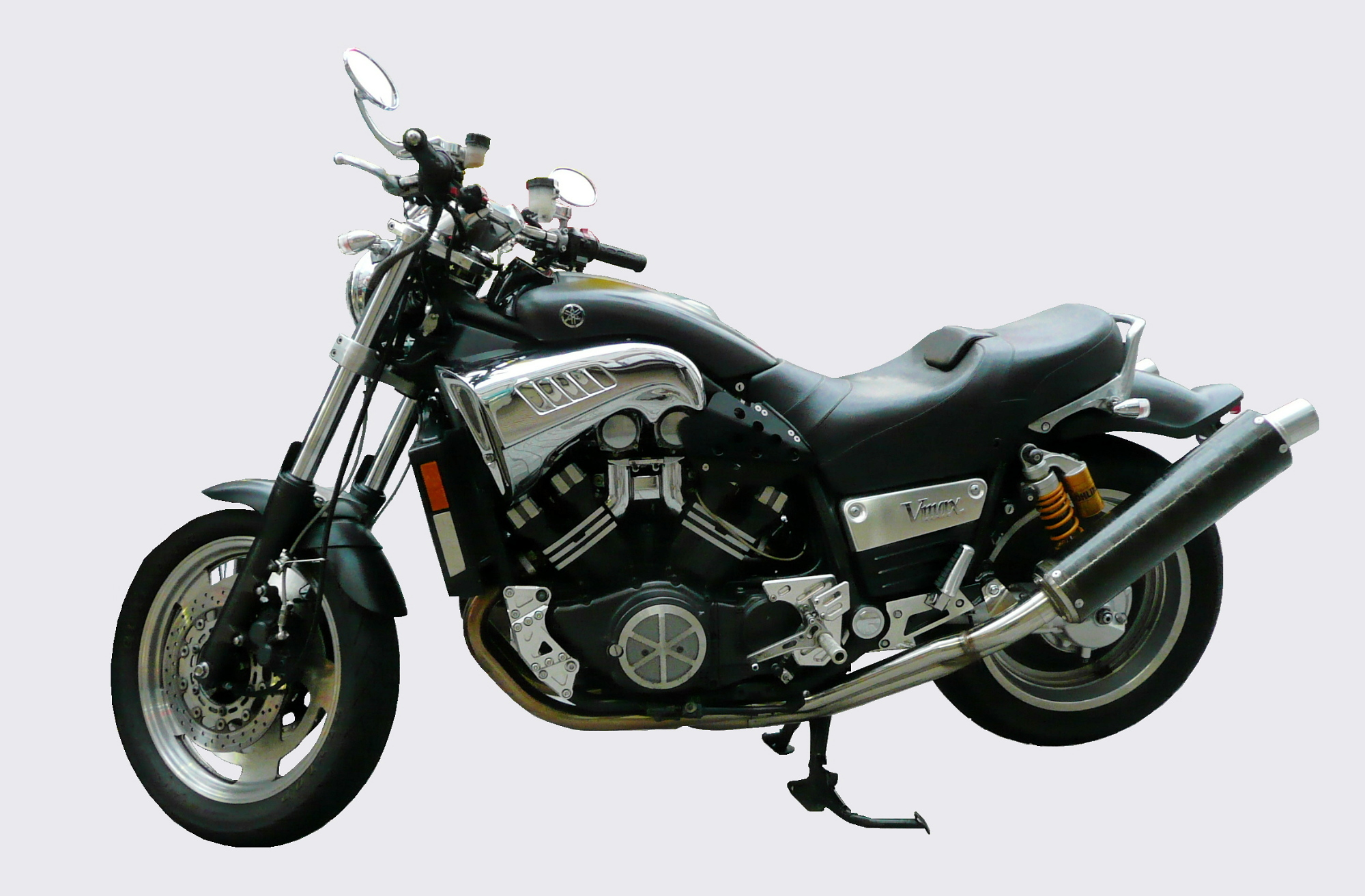
La Yamaha Vmax de Pierrot la Fouine

## Publications

### Bédés
1. Tome 1 : 1990, Bar2 - se passe dans les années 1970.
2. Tome 2 : 1993, Fane - se passe dans les années 1990. Première apparition de Pierrot, Jérémie et Paulo qui ne vont pas tarder à passer le permis moto.
3. Tome 3 : 1995, Fane
4. Tome 4 : 1997, Fane - vie professionnelle (assez anarchique…) des trois jeunes compères et départ en vacances de l'ensemble de l'équipe en montagne. Contrairement aux autres tomes, principalement composés d'histoires courtes (une à deux planches), il s'agît d'histoires plus longues qui ne sont plus uniquement centrées sur la moto.
5. Tome 5 : 2003, Bar2 - retour aux années 1970.
6. Tome 6 : 2004, Fane - reprend le concept du Tome 3 : le quotidien du motard d'aujourd'hui
7. Tome 7 : 2010, Perna/Jenfèvre - les trois jeunes changent de moto et se lient d'amitié avec le Marseillais Marius
8. Tome 8 : 2014, Fane - Jéjé, Paulo, Pierrot sans oublier les anciens reviennent essorer la poignée de gaz

### Publications annexes
Chroniques du Joe Bar (recueil de nouvelles) : 2013 puis 2014, Chris Deb (Bar2), Préambule de Bertrand Thiébault, Editions 12bis puis réédition en 2014 chez Vents d'Ouest,

## Vocabulaire technique
- Faire l'aspi : coller la moto qui précède afin de bénéficier de l’aspiration qu’elle produit pour la dépasser.
- Attaquer : prendre de la vitesse et de l'angle.
- Arsouiller : partir à plusieurs motards pour une balade d'une journée en taquinant l'accélérateur sur les départementales et se dépassant en s'arrêtant régulièrement pour refroidir les pistons tout en regardant le paysage ou en buvant un café à une terrasse avant de rentrer (balade tranquille, balade rapide, arsouille).
- Bourre : course de vitesse qui se fait généralement sur une faible distance mais parfois aussi sur les routes de campagne. Elles se terminent soit dans le fossé soit au bord de la route lors d'interpellation par les forces de l'ordre (excès de vitesse, franchissement de ligne blanche, motos aux équipements non réglementaires…) voire à l'hôpital. Synonyme d'arsouille.
- Se bourrer : chute violente à moto.
- Chaleur (Se faire une chaleur) : situation où l’accident a été évité de justesse. S'utilise alternativement avec « c’est passé » (si l’accident est évité) ou bien « ça passait, c’était beau » (si on se bourre). Les deux chaleurs les plus fréquentes consistent à sentir se dérober la roue arrière en conditions d’adhérence précaires (« ça glisse, ça glisse !! ») lors d’une arsouille ou en rentrant trop fort dans un virage et tirer tout droit (voir ce terme).
- Limande : position de recherche de vitesse avec les poignets cassés sur le guidon, fesses presque plus hautes que la tête et nuque cassée en deux pour regarder devant.
- Nitroglycériméthanol : substance chimique illicite utilisée par Ed' La Poignée pour augmenter la puissance de sa moto. Cet additif au carburant classique réclame une certaine délicatesse de manipulation et un bon réglage des pièces du moteur, sous peine d'explosion de la machine. Cette substance a notamment permis à la mobylette 50 cm3 de Paul Posichon d'atteindre les 140 km/h.
- Passage en courbe : prendre un virage.
- Se mettre au tas : chuter à moto.
- Se faire pourrir : se faire dépasser lors d'une arsouille
- Stunt : discipline dont le but est d’enchaîner les tricks avec le plus de style. « Pfff… comme si on avait attendu les américains pour tomber avec style ! »
- Se faire taxer : se faire battre ou doubler par son adversaire. Synonyme de se faire pourrir.
- Tirer un poil court : utilisé pour une bécane qui ne marche pas à 100% de ses possibilités ou pour simuler un mauvais réglage de la démultiplication finale de sa moto et qui justifie qu'on s'est fait pourrir lors d'une arsouille.
- Tirer tout droit : se dit lorsque le motard, emporté par son optimisme ou lors d'une arsouille, entre dans un virage avec une vitesse trop importante, freine trop tard, et ne peut s'arrêter à temps.

## Citations
Edouard Bracame :
« Je pisse sur les twins poussifs et les cylindres à trous qui puent »
« T'attaquais toi ? Moi j'attaquais pas ! » (Dans son lit à l'hôpital après une bonne bourre avec ses potes).
« À force de rouler à ton rythme je me suis endormi !!! » (En sortant des buissons car il vient de se bourrer à cause de la vitesse).
Pierre Leghnôme :
« Alors là, mes pov' vieux !!… quand je vais savoir me servir de ce truc, JE VAIS VOUS ATOMISER !! » (Parlant de sa V-Max après s'être bourré).
Neveu d'Edouard Bracame : (il doit avoir 8 ans et se déplace sur un petit tricycle)
« Alors pov' courge !? Tu viens te le taper ce 400 mètres ou il faut que je vienne te chercher ? »
Paul Posichon : (parlant de la Ducati de Guido)
« Une italienne tu lui enlèves les roues et le rouge Ferrari tu te retrouves avec une grosse limace. »
Jéremie Lapurée : (s'adressant à Pierrot La Fouine qui a laissé échapper son VMax)
« Quand on sait pas faire un burn-out, on essaie pas de faire son cacou ! »

## Merchandising
Parmi les divers objets de merchandising, on trouve des figurines caricaturées en résine reproduisant les personnages de la BD, des caricatures d'autres motos ainsi que des équipements de sécurité : gants, blousons, casques…
Une boutique de produits dérivés de l'univers Joe Bar Team, située Route de la Reine à Boulogne-Billancourt, a existé quelques années avant de fermer ses portes en 2005.[réf. nécessaire]